# Tetrosomus gibbosus
Tetrosomus gibbosus е вид лъчеперка от семейство Ostraciidae. Видът не е застрашен от изчезване.

## Разпространение и местообитание
Разпространен е в Австралия, Израел, Индия, Индонезия, Йордания, Мавриций, Мадагаскар, Малдиви, Нова Каледония, Оман, Папуа Нова Гвинея, Провинции в КНР, Саудитска Арабия, Сейшели, Сирия, Тайван, Филипини, Южна Африка и Япония.
Обитава крайбрежията и пясъчните дъна на морета и рифове. Среща се на дълбочина от 16,4 до 110 m, при температура на водата от 22,1 до 28,5 °C и соленост 34,2 – 37,8 ‰.

## Описание
На дължина достигат до 30 cm.